# Duke Blue Devils football
La squadra di football dei Duke Blue Devils rappresenta l'Università Duke. I Blue Devils competono nella Football Bowl Subdivision (FBS) della National Collegiate Athletics Association (NCAA) e nella Coastal Division della Atlantic Coast Conference. La squadra è allenata dal 2024 da Manny Diaz. Gioca le sue gare interne al Wallace Wade Stadium di Durham, Carolina del Nord e le sue rivalità principali sono con i North Carolina Tar Heels, i Wake Forest Demon Deacons e gli NC State Wolfpack.

## Titoli nazionali
Duke non rivendica ufficialmente alcun titolo nazionale. Alla squadra del 1936 è stato attribuito retroattivamente il titolo di campione nazionale da Berryman (QRPS), un sistema matematico inventato da Clyde P. Berryman nel 1990. La NCAA riconosce il titolo di Berryman tra i suoi record ufficiali. James Howell, uno storico del football, ha anch'egli selezionato la squadra di Duke del 1936 come suo campione nazionale usando la sua formula Football Power Ratings.
Ray Bryne, un selettore minore, ha scelto la formazione dei Blue Devils del 1941 come suoi campioni nazionali.

## Membri della College Football Hall of Fame
- Howard Jones, Coach (1951)
- Wallace Wade, Coach (1955)
- Ace Parker, HB (1955)
- George McAfee, HB (1961)
- Dan Hill, C (1962)
- Eric Tipton, HB (1965)
- red Crawford, T (1973)
- Bill Murray, Coach (1974)
- Steve Lach, HB (1980)
- Al DeRogatis, DT (1986)
- Mike McGee, G (1990)
- Clarkston Hines, WR (2011)
- Steve Spurrier, Coach (2017)

## Membri della Pro Football Hall of Fame
- George McAfee, HB (1966)
- Ace Parker, HB (1972)
- Sonny Jurgensen, QB (1983)